# Oppidum de Teste-Nègre
L'oppidum de Teste-Nègre (en provençal Tèsto-Negro) est un site archéologique situé aux Pennes-Mirabeau, dans les Bouches-du-Rhône (France). Il remonte à l'époque protohistorique.

## Situation
Le site de l'oppidum de Teste-Nègre est un promontoire avancé de l'ensemble collinaire qui sépare la plaine des Pennes de la rade de Marseille. Situé à environ 280 mètres d'altitude, il donnait à ses occupants une large vue sur la plaine jusqu'au plateau de Vitrolles et à l'étang de Berre.
Situé sur une butte avancée au nord-est du massif de la Nerthe il est fortement lié à son histoire.
Le site est comparable à celui de l'oppidum de la Cloche, situé à 2 kilomètres su sud-ouest de Teste-Nègre, mais beaucoup moins important et plus pauvre en structures. de plus, il est dominé par le système de crêtes au sud qui en fait sa faiblesse et empêche la surveillance au sud-est où l'on trouve l'oppidum de Verduron à 5 km, sans que l'on sache quel était la part d'indépendance des deux vis-à-vis de la cité phocéenne. Il serait le prédécesseur du site de la Cloche
On y accède par la crête principale au dessus de l'autoroute A55, en suivant deux crêtes secondaires. Le site, foresté, est paradoxalement relativement frais et tranquille compte tenu du paysage aride 500m au sud et de l'autoroute qui le contourne 
On peut observer un mur de barrage au sud-est avec ce qui ressemble à une tour, ainsi que les restes des fouilles, dont nombre de tessons de terre cuite striés.

## Histoire
Le site a été classé au titre des monuments historiques par un arrêté du 29 juin 1951.